# Johann Gottfried Scheibel

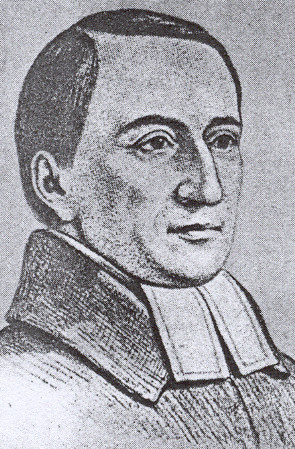
Johann Gottfried Scheibel

Johann Gottfried Scheibel (* 16. September 1783 in Breslau, Schlesien; † 21. März 1843 in Nürnberg, Bayern) war ein deutscher Diakonus und später Pfarrer an der Evangelisch-Lutherischen St.-Elisabeth-Kirche und Professor in Breslau. Er ist ein Kirchenvater der Evangelisch-lutherischen (altlutherischen) Kirche in Preußen und deren Nachfolgerin, der Selbständigen Evangelisch-Lutherischen Kirche.

## Leben

### Anfänge und Studium
Als einziger Sohn von Johann Ephraim Scheibel, Rektor am St.-Elisabeth-Gymnasium in Breslau, wurde Johann Gottfried Scheibel am 16. September 1783 in Breslau geboren. Sein Studium der Theologie an der Universität Halle nahm er 1801 auf. Bei Georg Christian Knapp (1753–1825) lernte der junge Scheibel biblische Dogmatik jenseits von Aufklärung und Pietismus. Während seines Studiums geriet er in eine Glaubenskrise, die durch die Naturphilosophie und das beginnende Zeitalter der Romantik geprägt war. Er suchte und durchlebte die Auseinandersetzung mit dem damaligen Zeitgeist, bis er zu einer konfessionell lutherischen Haltung gelangte. Hierbei war gerade die lutherische Abendmahlslehre ausschlaggebend. Der lutherischen Auffassung von der wirklichen Gegenwart von Christi Leib und Blut im Abendmahl näherte er sich jedoch erst durch intensives Bibelstudium an, bevor er diese für sich selber nachsprechen konnte. So kam Scheibel auch zur Überzeugung, dass eine Gemeinschaft am Altar mit Christen anderer Konfession als der lutherischen nicht möglich sei.

### Tätigkeit als Theologe
Der junge Akademiker bewarb sich 1811 um ein Lehramt an der Schlesischen Friedrich-Wilhelms-Universität und wurde vom zuständigen Kultusminister zum außerordentlichen Professor der Theologie bestellt. 1818 wurde er ordentlicher Professor. Mit seiner konfessionell lutherischen Bekenntnishaltung stand Scheibel in der Universitätslandschaft allein. Der Rationalismus hatte die Theologie erfasst und prägte sie.
Ab 1827 war Scheibel Diakonus an der lutherischen St.-Elisabeth-Kirche, der Hauptkirche der Stadt Breslau. Er sammelte sich eine Personalgemeinde, die aufgrund seiner Predigtweise von anfangs 115 auf etwa 900 Seelen wuchs. So gilt Scheibel als der Erweckungsprediger Breslaus. Diese Gemeinde bildete später den Kern und die Avantgarde des lutherischen Widerstandes gegen die Einführung der preußischen Union.

### Einführung der Union
Am 27. September 1817 erließ König Friedrich Wilhelm III. von Preußen eine Aufforderung an die Konsistorien, Synoden und Superintendenturen der Monarchie, in welcher er wünschte, dass die evangelisch-lutherische Kirche sich mit der evangelisch-reformierten Tradition zu einer Kirche vereinigte. Auch wenn dieser Aufruf wenig Resonanz in den Kirchengemeinden hervorrief, wurde an der Universität Breslau ein Abendmahl zwischen Lutheranern und Reformierten gefeiert. Einzig Scheibel blieb dieser Abendmahlsfeier fern. In seiner Predigt am 2. November 1817 legte er die lutherische Abendmahlslehre dar, die aufgrund des Nachdruckes weiter Verbreitung fand. Wegen seiner lutherischen Bekenntnishaltung war Scheibel im Kreis seiner Universitätskollegen weitgehend isoliert.
Im Jahr 1822 erschien die von König Friedrich Wilhelm III. ausgearbeitete Agende. Diese Agende setzte sich jedoch zunächst nicht durch. Es kam zum Agendenstreit. Scheibel sprach dem reformierten König entschieden ab, sich in die inneren Angelegenheiten der lutherischen Kirche einmischen zu dürfen. Die Politik dürfe nicht Kirche bestimmen. Dennoch ging es ihm nicht um die Loslösung vom landesherrlichen Kirchenregiment. Ihm ging es um das Selbstbestimmungsrecht bzw. um die Religions- und Gewissensfreiheit im Zusammenhang von lutherischem Gottesdienst, Bekenntnis und Kirche. Die lutherische Kirche müsse das Recht haben, die Maßstäbe ihres Bekenntnisses ihren Gottesdiensten unverkürzt, selbstbestimmt und ohne staatliche Eingriffe leben zu können. Mit dieser Argumentation gab er die Basis für die Opposition gegen die preußische Union und förderte die Anfänge der altlutherischen Kirchwerdung.
1830 wurde diese Argumentation auf Grund der flächendeckenden Einführung der Union für die Lutheraner Schlesiens wichtig. Seine Eingaben an den König, Abendmahlsfeiern nach lutherischem Ritus abhalten zu dürfen, wurden abgelehnt. Weil er die Unionsagende nicht übernehmen wollte, wurde er von seinem Amt suspendiert. Der König und die unierte Kirchenbehörde hofften, dass der Widerstand gegen die Union gestoppt werden könnte. Scheibel wurde 1832 amtsenthoben und als bekennender Lutheraner des Landes verwiesen. Aufnahme fand er im lutherischen Sachsen, von wo er den Bekenntniskampf mit den Mitteln der Publizistik fortsetzte. Zudem war er in Dresden als Lehrer am Freiherrlich von Fletcherschen Lehrerseminar tätig. Es folgte in Preußen eine zehnjährige Verfolgungszeit der Altlutheraner seitens des Staates mit ausdrücklicher Billigung und Förderung durch die neue unierte Landeskirche. Jedoch traten andere an die Stelle Scheibels, so dass die Reorganisation der lutherischen Kirche in Preußen fortschritt. 1838 wurde er auch aus Sachsen ausgewiesen, weil die preußische Regierung Druck ausübte. So fand er im bayerischen Nürnberg seine neue Heimat, wo er mit Gotthilf Heinrich von Schubert und Friedrich Wilhelm Joseph Schelling in Kontakt stand.

## Bedeutung
Scheibel gilt als Kirchenvater der altlutherischen Kirche, weil er sich auf die Heilige Schrift und die lutherischen Bekenntnisschriften im Kampf gegen Rationalismus und protestantische Union verpflichtet sah. In der Kirchengeschichte des 19. Jahrhunderts nimmt er somit einen bedeutenden Platz ein, da er seiner Zeit die Richtung zum konfessionellen Luthertum wies und heute noch weist. Aufgrund seiner Bindung an Schrift und lutherischen Bekenntnissen sah er sich in Opposition zum vorherrschenden Geist des Rationalismus und den Absolutheitsanspruch des Königs. So ist bis heute Scheibels tiefe Einsicht, dass ein unauflöslicher Zusammenhang von Bekenntnis, Gottesdienst und Kirche besteht, wegweisend.
Johann Gottfried Scheibel und in seinem Gefolge die Altlutheraner können als Vorkämpfer für Religions- und Gewissensfreiheit in Deutschland gelten.

## Werk (Auswahl)
- Das Abendmal des Herrn (online – Internet Archive), Breslau 1823